# Sworn Allegiance
Sworn Allegiance – siódmy album studyjny szwedzkiej grupy deathmetalowej Unleashed. Wydawnictwo ukazało się 26 lipca 2004 roku nakładem wytwórni muzycznej Century Media Records. Płyta została nagrana i zmiksowana przez Fredrika Folkarego w Chrome Studios i zmasterowa przez Petera In de Betou. Wydawnictwo było promowane od listopada 2006 m.in. podczas koncertów w Europie wraz z Yattering i In Battle.

## Lista utworów
Opracowano na podstawie materiału źródłowego.
(muzyka i słowa: Unleashed)
1. "Winterland" – 3:03
2. "Destruction (of the Race of Men)" – 2:56
3. "Only the Dead" – 3:59
4. "The Longships Are Coming" – 4:10
5. "Helljoy" – 3:05
6. "Insane for Blood" – 4:00
7. "I Bring You Death" – 3:21
8. "Attack!" – 1:40
9. "C.E.O." – 2:28
10. "One Night in Nazareth" – 3:13
11. "Praised Be the Lord" – 2:25
12. "Metalheads" – 3:14
13. "To Miklagård" – 3:42
14. "Long Live the Beast" – 3:25

## Twórcy
Opracowano na podstawie materiału źródłowego.

- Johnny Hedlund – śpiew, gitara basowa
- Fredrik Folkare – gitara, inżynieria dźwięku, miksowanie, produkcja muzyczna
- Tomas Olsson – gitara
- Anders Schultz – perkusja
- Anders Rosdahl – inżynieria dźwięku
- Peter In de Betou – mastering

## Wydania
| Rok           | Nr katalogowy | Wytwórnia             | Region          |
| ------------- | ------------- | --------------------- | --------------- |
| 26 lipca 2004 | 77524-2       | Century Media Records | Niemcy          |
| 26 lipca 2004 | 8224-2        | Century Media Records | Wielka Brytania |